# Şeyqalān-e Varzal
Şeyqalān-e Varzal (persiska: سیقلان ورزل) är en ort i Iran.   Den ligger i provinsen Gilan, i den nordvästra delen av landet, 230 km nordväst om huvudstaden Teheran. Şeyqalān-e Varzal ligger 33 meter över havet och antalet invånare är 523.
Terrängen runt Şeyqalān-e Varzal är platt åt nordväst, men åt sydost är den kuperad.Runt Şeyqalān-e Varzal är det tätbefolkat, med 659 invånare per kvadratkilometer. Närmaste större samhälle är Rasht, 10,9 km norr om Şeyqalān-e Varzal. Trakten runt Şeyqalān-e Varzal består till största delen av jordbruksmark.